# It's My Life (песня Димы Билана и Мари Краймбрери)
«It's My Life» — песня российского певца Димы Билана и российской певицы Мари Краймбрери, выпущенная 10 мая 2024 года на лейблах S&P Digital и Velvet Music.

## Предыстория и релиз
После совместной работы над песней «Ты не моя пара» у Димы Билана и Мари Краймбрери остались тёплые отношения друг к другу.
29 августа 2023 года на премии Top Hit Music Awards, получая награду за коллаборацию года, Билан предложил Краймбрери записать ещё один дуэт и получил согласие. 
«Столько камер здесь стоит сегодня. Это все останется в истории. Я хочу предложить тебе дуэт!»Дима Билан
В феврале 2024 года на своём сольном концерте Билан рассказал, что новая песня почти готова.

## Критика
Алексей Мажаев из InterMedia в своей рецензии отмечает, что «Билан и Краймбрери записали как раз универсальный хит, понятный всем поколениям, кроме разве что фанатичных рэперов. Авторы трека – Дарья Кузнецова и Мари Краймбрери, и это тот довольно редкий по нынешним временам случай, когда невозможно определить, кто что сочинил. Хороший пример по-настоящему командной работы, к которой присоединились и авторы лирик-видео, где сложные отношения героев почему-то показаны через сцены большого тенниса. Непонятно, но проникновенно».
| Оценки критиков | Оценки критиков |
| Источник        | Оценка          |
| --------------- | --------------- |
| InterMedia      | 8/10.           |

## Чарты
| Чарт (2021)                 | Высшая позиция в чартах |
| --------------------------- | ----------------------- |
| СНГ (Top Radio Hits) TopHit | 23                      |
| РОФ (Top Radio Hits)        | 15                      |

## История релиза
| Регион | Дата        | Формат                                  | Лейбл                     |
| ------ | ----------- | --------------------------------------- | ------------------------- |
| Мир    | 10 мая 2024 | Радиоротация цифровые загрузки стриминг | S&P Digital, Velvet Music |

## Награды и номинации
| Год  | Премия              | Номинированная работа    | Категория              | Результат |
| ---- | ------------------- | ------------------------ | ---------------------- | --------- |
| 2024 | «Золотой граммофон» | Песня «It's My Life»     | —                      | Победа    |
| 2024 | «Песня года»        | Песня «It's My Life»     | —                      | Победа    |
| 2025 | «Виктория»          | Видеоклип «It's My Life» | Музыкальное видео года | Номинация |
| 2025 | ЖАРА Music Awards   | Песня «It's My Life»     | Коллаборация года      | Победа    |
| 2025 | ЖАРА Music Awards   | Видеоклип «It's My Life» | Видео года             | Номинация |